# Olga Moiseyeva
Olga Nikolayevna Moiseyeva (О́льга Никола́евна Моисе́ева; 25 de dezembro de 1928 - 24 de junho de 2021) foi uma bailarina soviética e russa no Teatro Mariinsky. Foi eleita Artista do Povo da URSS em 1983.
Moiseyeva faleceu a 24 de junho de 2021, aos 92 anos.

## Prémios
- Artista Homenageado da RSFSR (1955)
- Artista do Povo da RSFSR (1973)
- Artista do Povo da URSS (1983)
- Ordem da Amizade (2008)